# Mesochorus pini
Mesochorus pini là một loài tò vò trong họ Ichneumonidae.